# 莫里斯·特兰蒂尼昂
莫里斯·比安弗尼·让·保罗·特兰蒂尼昂（法語：Maurice Bienvenu Jean Paul Trintignant，1917年10月30日—2005年2月13日）是法国赛车手和葡萄酒商。他共参加了14年的世界一级方程式锦标赛，是一级方程式赛车初期参赛时间最长的车手之一。在此期间他还参加了跑车赛，并赢得了1954年勒芒24小时耐力赛。退役后，特兰蒂尼昂专注于葡萄酒生意。
莫里斯·特兰蒂尼昂是法国知名演员让-路易·特兰蒂尼昂的叔叔。